# Соломонова Острва на Светском првенству у атлетици на отвореном 2023.
Соломонова Острва су учествовала на 19. Светском првенству у атлетици на отвореном 2023. одржаном у Будимпешти од 19. до 27. августа шеснаести пут. Репрезентацију Соломонских Острва представљала је једна атлетичарка која се такмичила у трци на 100 метара.,.
На овом првенству такмичарка Соломонових Острва није освојила ниједну медаљу али је остварила најбољи резултат у 2023. години.

## Учесници
Жене: 
- Јовита Аруња — 100 м

## Резултати

### Жене
| Атлетичарка  | Дисциплина | Лични рекорд | Квалификације | Квалификације | Полуфинале            | Полуфинале            | Финале                | Финале       | Детаљи |
| Атлетичарка  | Дисциплина | Лични рекорд | Резултат      | Место         | Резултат              | Место                 | Резултат              | Место        | Детаљи |
| ------------ | ---------- | ------------ | ------------- | ------------- | --------------------- | --------------------- | --------------------- | ------------ | ------ |
| Јовита Аруња | 100 м      | 13,15        | 13,20 ЛРС     | 8. у гр 6     | Није се квалификовала | Није се квалификовала | Није се квалификовала | 52 / 54 (56) |        |